# 北海道中央バス南郷営業所
北海道中央バス南郷営業所（ほっかいどうちゅうおうバスなんごうえいぎょうしょ）は、かつて札幌市白石区南郷通14丁目北3-10にあった北海道中央バス（札幌事業部）の営業所である。最寄りバス停は「南郷営業所」であり、廃止後は「本郷通13丁目」に改称された。

## 沿革
- 1964年（昭和39年）11月1日 - 札幌市（現・札幌市白石区）南郷通14丁目北3番地に開設。札幌市内線および郊外線を担当。
- 1977年（昭和52年）11月20日 - 郊外線（千歳線、広島線、札夕線、苫小牧線、登別温泉線、札樽線、札幌岩内線他）を新設の大曲営業所に移管。南郷営業所は市内線担当となる。
- 1970年代後半? - 南郷営業所西岡車庫を開設。
- 1982年（昭和57年）4月 - 大曲営業所に移管した郊外線のうち、札樽線、札幌岩内線が再び南郷営業所の担当となる。
- 1994年（平成6年）4月 - 札幌市営バスの定期観光路線（すずらんコース、夜の札幌コース他）譲受に伴い、新たに定期観光路線を担当する。
- 1994年（平成6年）10月14日 - 札幌市営地下鉄東豊線（豊水すすきの〜福住間）延伸開業に伴うダイヤ改正。
  - 西岡平岸線（79：札幌駅前 - 平岸駅 - 札大正門前 - 西岡4条14丁目）を新設。
  - 西岡線（東82：札幌駅前 - 札大正門前 - 西岡4条14丁目）を西岡月寒線（月82：月寒中央駅 - 札大正門前 - 西岡4条14丁目）に短縮。
  - 西岡線（東83：札幌駅前 - 豊平区役所 - 札大正門前 - 西岡4条14丁目）を西岡美園線（83：札幌駅前 - 美園駅前 - 豊平区役所 - 札大正門前 - 西岡4条14丁目）に変更。区間は変更せず、美園駅前で東豊線に接続。
  - 札幌市営バス（藻岩自動車営業所）から北海道中央バス（南郷営業所）に以下の路線が移譲される。
    - 下西岡線（南71：南平岸駅 - 西岡2条1丁目 - 札大南門 - 澄川駅前）※札幌市営バス（藻岩自動車営業所）との共同運行
    - 西岡環状線※移譲に伴い系統番号を環80から澄73へ変更
      - 澄73：澄川駅前 - 西岡3条9丁目 - 西岡水源池 - 西岡4条14丁目 - 澄川6条11丁目 - 澄川駅前
      - 澄73：澄川駅前 - 西岡3条9丁目 - 西岡水源池 - 西岡4条14丁目
      - 澄73：澄川駅前 - 澄川6条11丁目 - 西岡4条14丁目

    - 西岡線※札幌市営バス（藻岩自動車営業所）との共同運行
      - 南81：澄川駅前 - 西岡3条11丁目 - 真駒内駅
      - 南81：真駒内駅 - 澄川通 - 豊平清掃事務所前
- 1997年（平成9年）10月14日 - 下西岡線（南71）が札幌市営バス（藻岩自動車営業所）から北海道中央バス（南郷営業所）に完全移譲され、北海道中央バスの単独運行となる。
- 1998年（平成10年）12月1日 - 南郷営業所と月寒営業所を統廃合し、西岡車庫を新たな営業所（西岡営業所）とする。南郷営業所は廃止され、路線は西岡営業所と平岡営業所へ移管。これに伴い「南郷営業所」バス停は「本郷通13丁目」に改称された。
- 2002年（平成14年）8月 - 南郷営業所跡地に「南郷の湯」開業。
- 2003年（平成15年）7月 - 南郷の湯隣にはなまるうどん札幌南郷店開業。

## 担当路線
南郷営業所廃止（1998年11月30日）当時

### 平岡営業所への移管路線
月寒東線
- 60：札幌駅前 - 月寒中学校 - 栄通17丁目

現在の月寒東線（61）に相当。
南郷線
- 72：札幌駅前 - 日章中学校 - 地下鉄白石駅 - 南郷営業所

白石線
- 75：札幌駅前（みずほ銀行） - 月寒中学校 - JR白石駅

現在の創成川・白石線（創75）に相当。
平白線
- 平78：平岸駅 - 月寒中央駅前 - 南郷7丁目駅 - JR白石駅
- 平78：幌平橋 - 平岸駅 - 月寒中央駅前 - 南郷7丁目駅 - JR白石駅

現在の澄川白石線（澄78）に相当。

### 西岡営業所への移管路線
西岡平岸線
- 79：札幌駅前 - 平岸駅 - 札大正門前 - 西岡4条14丁目

西岡月寒線
- 月82：月寒中央駅 - 札大正門前 - 西岡4条14丁目

西岡美園線
- 83：札幌駅前 - 美園駅前 - 札大正門前 - 西岡4条14丁目

下西岡線（※元・札幌市営バス）
- 南71：南平岸駅 - 西岡2条1丁目 - 札大南門 - 澄川駅前

西岡環状線（※元・札幌市営バス）
- 澄73：澄川駅前 - 西岡3条9丁目 - 西岡4条14丁目 - 澄川6条11丁目 - 澄川駅前
- 澄73：澄川駅前 - 西岡3条9丁目 - 西岡4条14丁目
- 澄73：澄川駅前 - 澄川6条11丁目 - 西岡4条14丁目

西岡線（※元・札幌市営バス）
- 南81：澄川駅 - 西岡3条11丁目 - 真駒内駅
- 南81：真駒内駅 - （澄川通） - 豊平清掃事務所前

### 札幌北営業所への移管路線
以下の郊外線・高速便は、札幌北営業所に所管変更（2007年12月1日に札幌東営業所に再移管）されている。
2017年11月31日をもって札幌東営業所の札樽方面高速路線の担当が終了し、現在は真栄営業所(小樽市)の単独管轄となる。
高速おたる号
- 円山経由：札幌駅前ターミナル - 西町北20丁目 - （札樽道） - 奥沢口 - 小樽駅前
- 北大経由：札幌ターミナル - 札幌駅前ターミナル - 地下鉄北34条駅前 - (札樽道) - 奥沢口 - 小樽駅前

高速いわない号
- 札幌駅前ターミナル - 西町北20丁目 - (札樽道) - 小樽駅前 - 余市駅前十字街 - 岩内ターミナル

高速ニセコ号
- 札幌駅前ターミナル - 西町北20丁目 - (札樽道) - 小樽駅前 - 余市駅前十字街 - ニセコいこいの村

札樽線（国道5号経由）
- 札幌駅前ターミナル - 西町北20丁目 - 手稲本町 - 銭函 - 桂岡 - 薬大前/桂岡会館下 - 桂岡 - 張碓小学校 - 朝里町 - 潮見台 - 小樽駅前

### 南郷営業所廃止と同時に廃止された路線
南白線
- 76：南郷営業所 - 白石区役所 - JR白石駅

## 南郷の湯
南郷営業所跡地に2002年（平成14年）8月に開業した。「湯めごこち 南郷の湯」と称している。札幌最大級の銭湯と銘打っている。隣にははなまるうどん札幌南郷店を開業させた。
- 住所：札幌市白石区南郷通14丁目北3-5
- 営業時間：平日 14:00 - 24:00、土日祝 10:00 - 24:00
- 料金：大人 450円、小学生 140円、乳幼児 70円、回数券（11枚綴り） 4,500円